# امامزاده اظهر بن علی

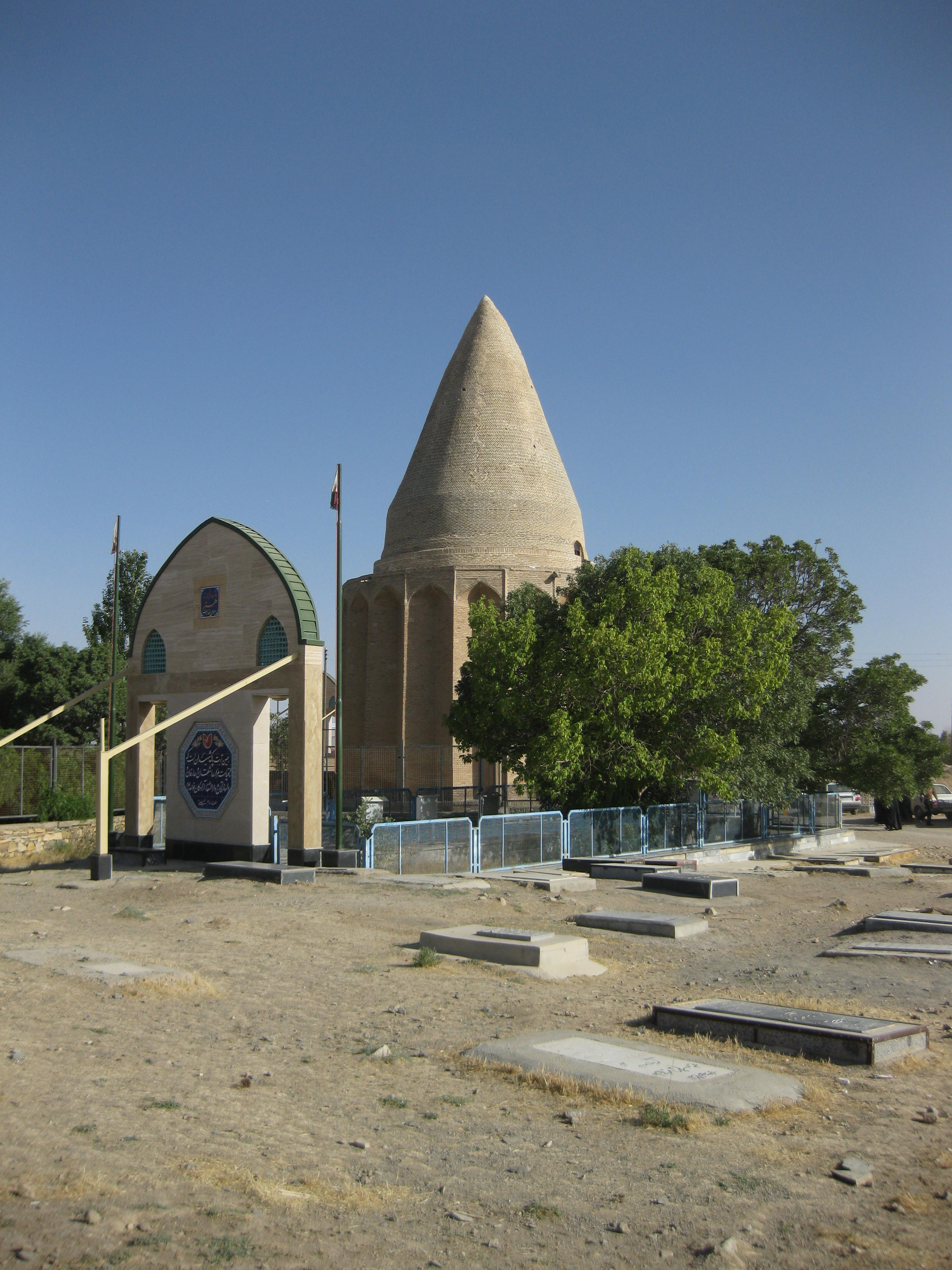
محل استقرار بنای امامزاده اظهر بن علی

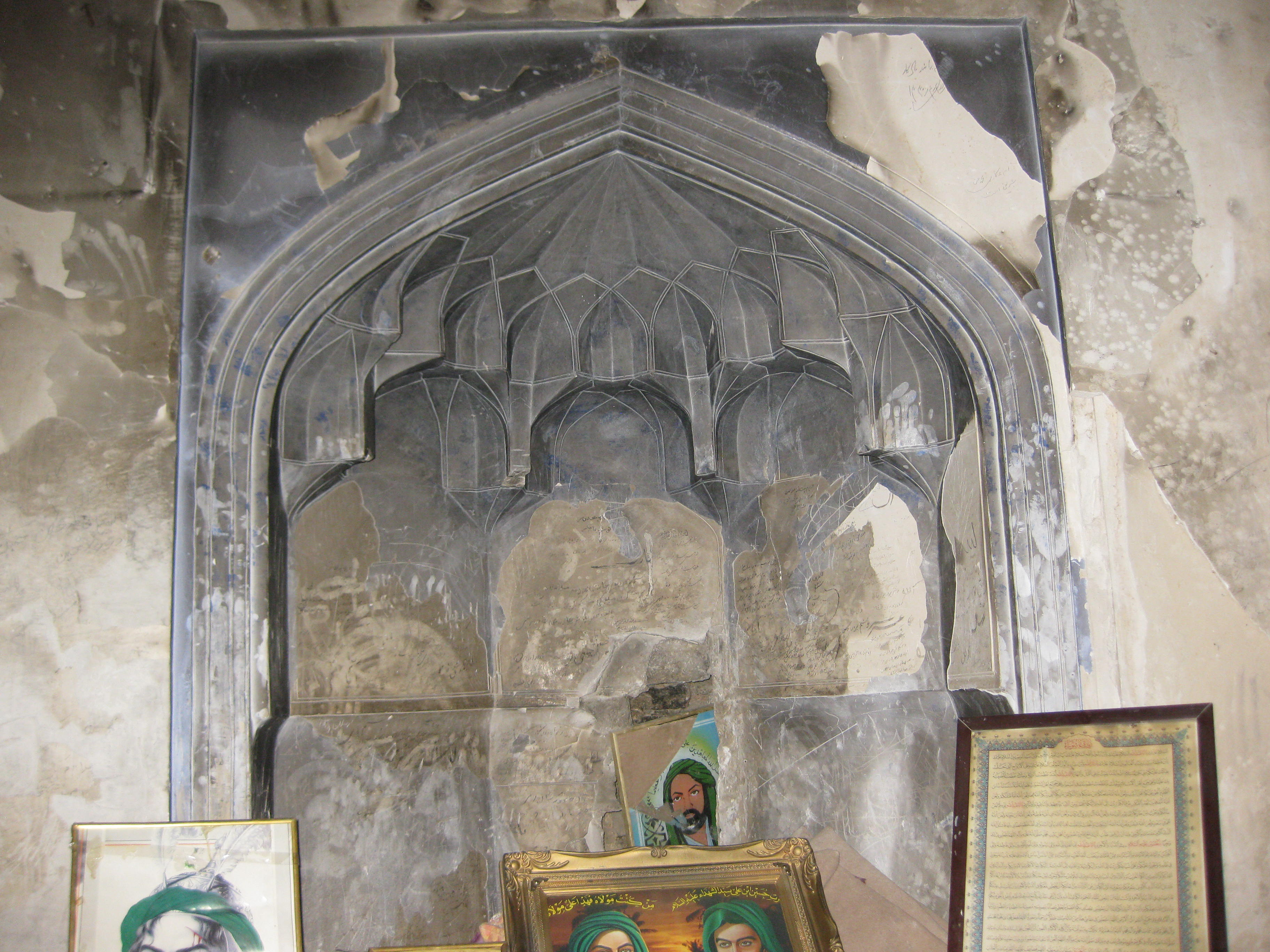
محراب بنای امامزاده اظهر بن علی

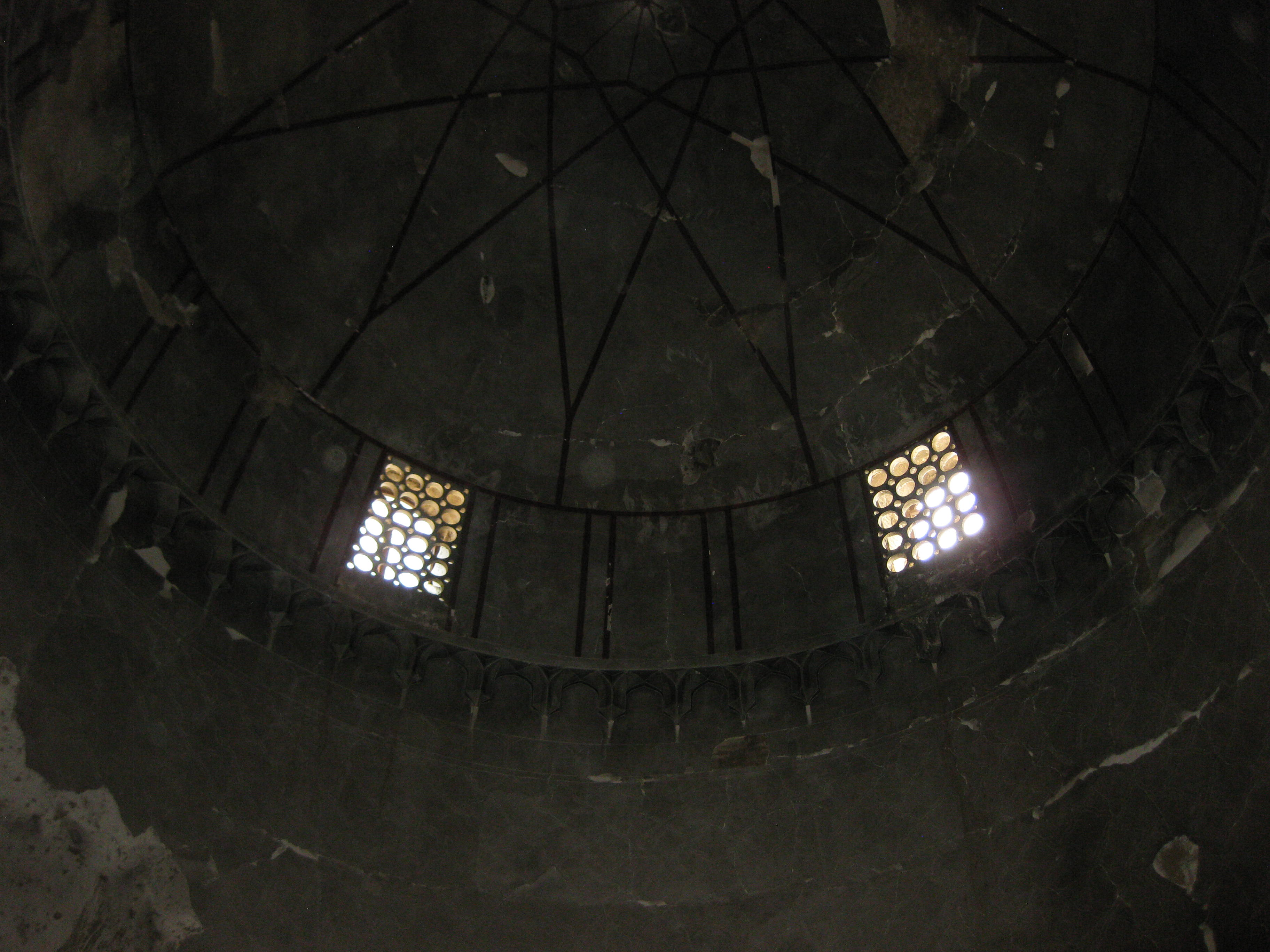
گنبد امامزاده اظهر بن علی

امامزاده اظهر بن علی مربوط به دورهٔ ایلخانی است و در شهرستان درگزین، روستای درجزین واقع شده است. این اثر در تاریخ ۲ اسفند ۱۳۲۷ با شمارهٔ ثبت ۳۶۶ به‌عنوان یکی از آثار ملی ایران به ثبت رسیده است. این بنا در سال ۱۳۹۰ به دلایل نامعلومی دچار آتش‌سوزی شد و فرش‌ها و ضریح چوبی و باستانی آن به شدت آسیب دید، ولی در سال ۱۳۹۳ به دست ناصر عسگری، از اعضای شورای اسلامی درجزین، تعمیر شد و در زمستان ۱۳۹۳ با حضور مقامات افتتاح شد و ضریح قدیمی آسیب‌دیدهٔ آن به موزه گنبد علویان همدان انتقال یافت. امامزاده اظهر بن علی از نوادگان علی بن موسی الرضا، امام هشتم شیعیان است. بر اساس اظهارات متولی بقعه (مصاحبه شخصی، 1 تیر 92) از آخرین مرمت اساسی آن حدود 60 سال می گذرد و دیوار های داخلی و سطح زیرین آهیانه به دلیل آتش سوزی ناشی از روشن کردن شمع سیاه گشته و (در حال حاضر - زمان مصاحبه) ضریح چوبی آن نیز در دست مرمت است. بنا بر پایه ای سنگی در مرکز قبرستانی به همین نام در شهر قروه درگزین از توابع شهرستان درگزین واقع است. پلان بنا ستاره ای شکل و نوزده پر است و گنبدخانه ای آجری و مدور به قطر 4/9 متر در وسط آن قرار دارد که بر روی سکویی به ارتفاع 1 متر قرار گرفته است. گنبد آجری دو پوسته گسسته رک به قطر دهانه 70/ 8 متر و ارتفاع 40/15 متر با عقب نشینی 3/1 متری برفراز گنبدخانه خودنمایی می کند. بنای آجری، نمای هشت گیر، چفد های آجری بین پاپیل ها و حرکات متنوع آجری بنا تعلق آن را به سبک رازی غیر قابل انکار می کند. سه نورگیر دارای 20 روزنه در سه جهت (شمال شرقی، شمال غربی و جنوب شرقی) و در پایین ترین قسمت بیرونی گنبد تعبیه شده است. چند گربه رو نیز در قسمت پایین ازاره دیده می شود. مدفن امامزاده در سردابی زیر بنا قرار دارد. بنا داراي‌ سردابى‌ مربع‌ شكل‌ به‌ ابعاد 7/6 متر است‌. تنها از يك‌ در ورودی كه‌ در خارج‌ بنا و در جنوب‌ شرقى‌ آن‌ واقع‌ شده‌، به‌ سرداب‌ مى‌توان‌ راه‌ يافت‌. پوشش‌ سرداب‌ از ۴ چشمه‌ طاق‌ و تويزه‌ تشكيل‌ مى‌شود. تويزه‌ها از يک سو بر ديوارهای جانبى‌ استوار است‌ و از سوی ديگر بر پايه‌ای كه‌ در مركز سرداب‌ واقع‌ است‌، فرود مى‌آيد. مزاری كه‌ محدوده‌ و سطح‌ آن‌ آجرچينى‌ شده‌ بوده‌، در پای ديوار جنوبى‌ سرداب‌ قرار داشته‌ است‌. صندوقی چوبی در مرکز گنبد خانه قرار دارداین‌ صندوق‌ از دو بخش‌ پایه‌ و بدنه‌ تشکیل‌ می‌شود، پایه بدون‌ تزیین‌ در واقع‌ سکویی‌ است‌ برای‌ بدنه‌ که‌ بر روی‌ آن‌ قرار گرفته‌ است‌ ثلث در دو خط، شامل سوره فتح در حاشیه بالا و پایین‌، بدنه صندوق‌ را دور می‌زند. در ضلع جنوب غربی محراب و در جدار مقابل طاقچه مستقر است.